# Montipora capitata
Espèce
Statut de conservation UICN

 NT  : Quasi menacé
Statut CITES
Montipora capitata est une espèce de cnidaire appartenant à la famille des Acroporidés.